# Jackson County, Iowa
Jackson County är ett administrativt område i delstaten Iowa, USA, med 19 848 invånare. Den administrativa huvudorten (county seat) är  Maquoketa.
Countyt har fått sitt namn efter general Andrew Jackson som var USA:s sjunde president 1829-1837 som hade besegrat britterna i slaget vid New Orleans den 8 januari 1815.

## Geografi
Enligt United States Census Bureau har countyt en total area på 1 683 km². 1 648 km² av den arean är land och 35 km² är vatten.

### Angränsande countyn
- Dubuque County - nord
- Jo Daviess County, Illinois - nordost
- Carroll County, Illinois - öst
- Clinton County - syd
- Jones County - väst

### Orter
- Maquoketa (huvudort)
- Preston
- Zwingle (delvis i Dubuque County)